# Hannah Montana
Pour l’article homonyme, voir Hannah Montana, le film.
 (juin 2008).
Si vous disposez d'ouvrages ou d'articles de référence ou si vous connaissez des sites web de qualité traitant du thème abordé ici, merci de compléter l'article en donnant les références utiles à sa vérifiabilité et en les liant à la section « Notes et références ».
Hannah Montana est une série télévisée américaine en 101 épisodes de 23 minutes créée par Michael Poryes, Richard Correll et Barry O'Brien et diffusée entre le 24 mars 2006 et le 16 janvier 2011 sur Disney Channel.
La série se concentre sur une jeune fille qui vit une double vie : le jour Miley Stewart (jouée par Miley Cyrus) est une élève moyenne à l'école et la nuit une célèbre chanteuse, Hannah Montana, cachant sa véritable identité au public autre que ses amis proches et sa famille.
En France, la série est diffusée entre le 3 octobre 2006 et le 23 mars 2011 sur Disney Channel et depuis le 1er septembre 2007 sur France 2 dans l'émission KD2A et, au Québec depuis le 18 juin 2007 sur VRAK.TV.
Hannah Montana est également diffusée depuis le 15 février 2010 sur NRJ 12 dans l'émission Disney Break.
Le 1er juin 2009, Disney Channel a annoncé la commande d'une quatrième saison de Hannah Montana, cette saison sera la dernière car Miley Cyrus souhaite pouvoir continuer sa carrière en se détachant de Disney. Cette saison porte le nom Hannah Montana Forever.
La série est disponible sur Disney +, depuis le lancement de la plateforme.

## Synopsis
Cette série met en scène Miley Stewart, écolière le jour et la pop star idole des ados Hannah Montana le soir. Elle cache sa véritable identité au public avec une perruque de cheveux blonds afin de pouvoir passer du temps avec ses amis sans être prise pour cible par les paparazzis.
Elle vit à Malibu en Californie près de la plage, avec son père-manager, Robby Ray Stewart, et son grand frère Jackson Stewart. La mère de Jackson et de Miley est morte trois ans plus tôt, obligeant leur père Robby Ray Stewart à abandonner sa carrière de chanteur pour s'occuper d'eux. À l'école, Miley est loin d'être la plus populaire des élèves, elle aurait même tendance à être la cible des moqueries des fashion victimes Amber et Ashley, totalement fans d'Hannah Montana. Ses deux meilleurs amis, Lilly Truscott et Oliver Oken connaissent son secret et sont toujours là pour l'épauler.
Jackson recherche désespérément une petite copine car ses mensonges font fuir les filles. Pour se faire de l'argent de poche, il travaille chez Rico's, tenu par un enfant du même nom, qui ne manque pas une occasion pour le malmener. Rico est un petit surdoué machiavélique qui est également dans la classe de Miley, Lily et Oliver et comme son nom l'indique (rico signifie riche en espagnol), est très riche et adore l'argent.

## Distribution

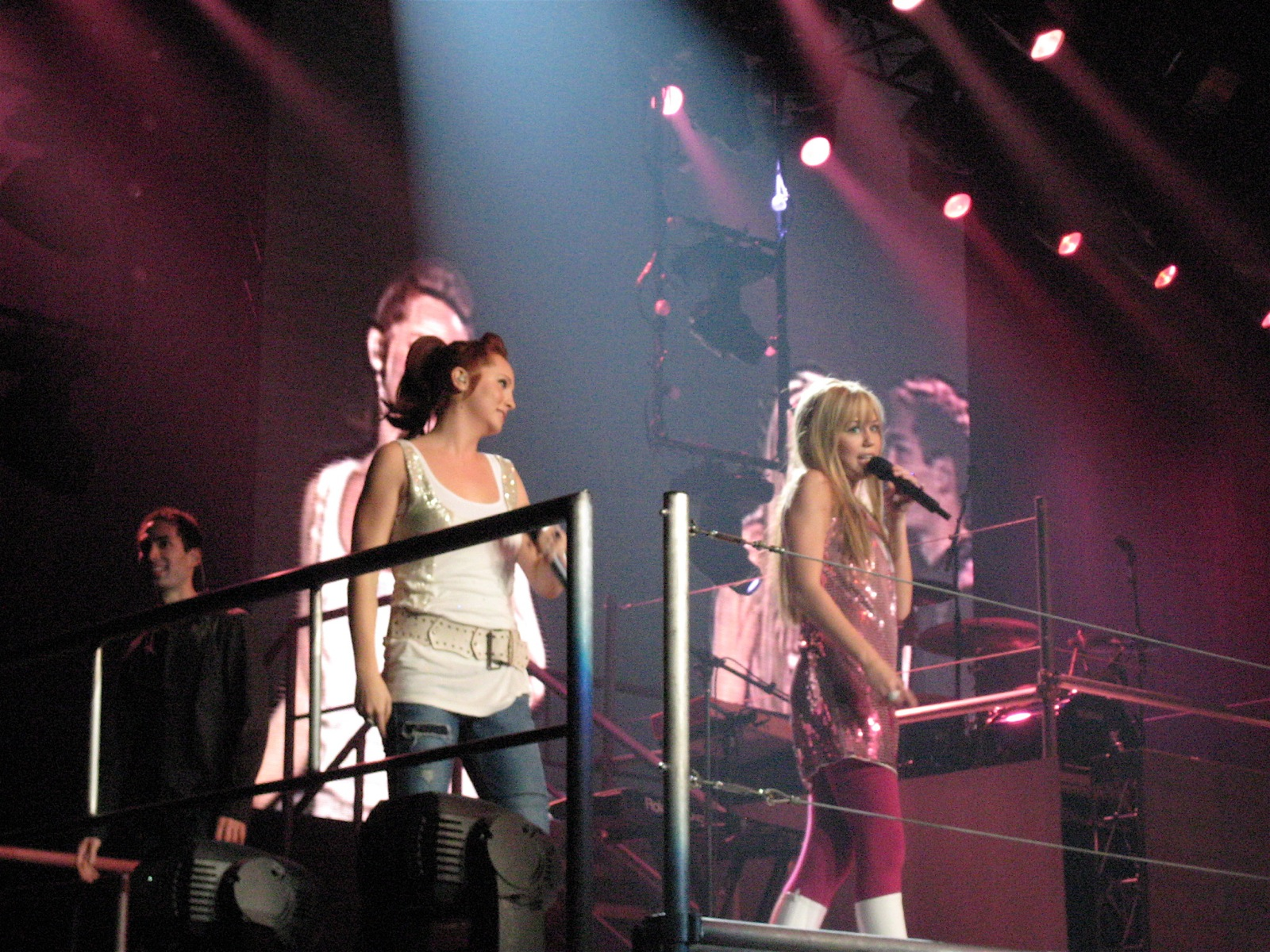
Miley Cyrus en Hannah Montana sur la tournée Hannah Montana : The Tour.

### Personnages principaux
| Acteur          | Personnage                      | Doublage         | Saison     | Saison     | Saison     | Saison     |
| Acteur          | Personnage                      | Doublage         | Saison 1   | Saison 2   | Saison 3   | Saison 4   |
| --------------- | ------------------------------- | ---------------- | ---------- | ---------- | ---------- | ---------- |
| Miley Cyrus     | Miley Stewart / Hannah Montana  | Camille Donda    | Principale | Principale | Principale | Principale |
| Emily Osment    | Lilly Truscott / Lola Luftnagle | Lucile Boulanger | Principale | Principale | Principale | Principale |
| Mitchel Musso   | Oliver Oken / Microfun Lee      | Kelyan Blanc     | Principal  | Principal  | Principal  | Récurrent  |
| Jason Earles    | Jackson Stewart                 | Alexis Tomassian | Principal  | Principal  | Principal  | Principal  |
| Billy Ray Cyrus | Robby Ray Stewart / Robby Ray   | Marc Perez       | Principal  | Principal  | Principal  | Principal  |
| Moisés Arias    | Rico                            | Pierre Casanova  | Récurrent  | Principal  | Principal  | Principal  |

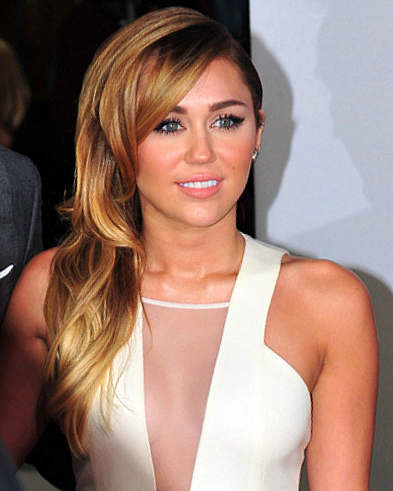
Miley Cyrus interprète Miley Stewart.
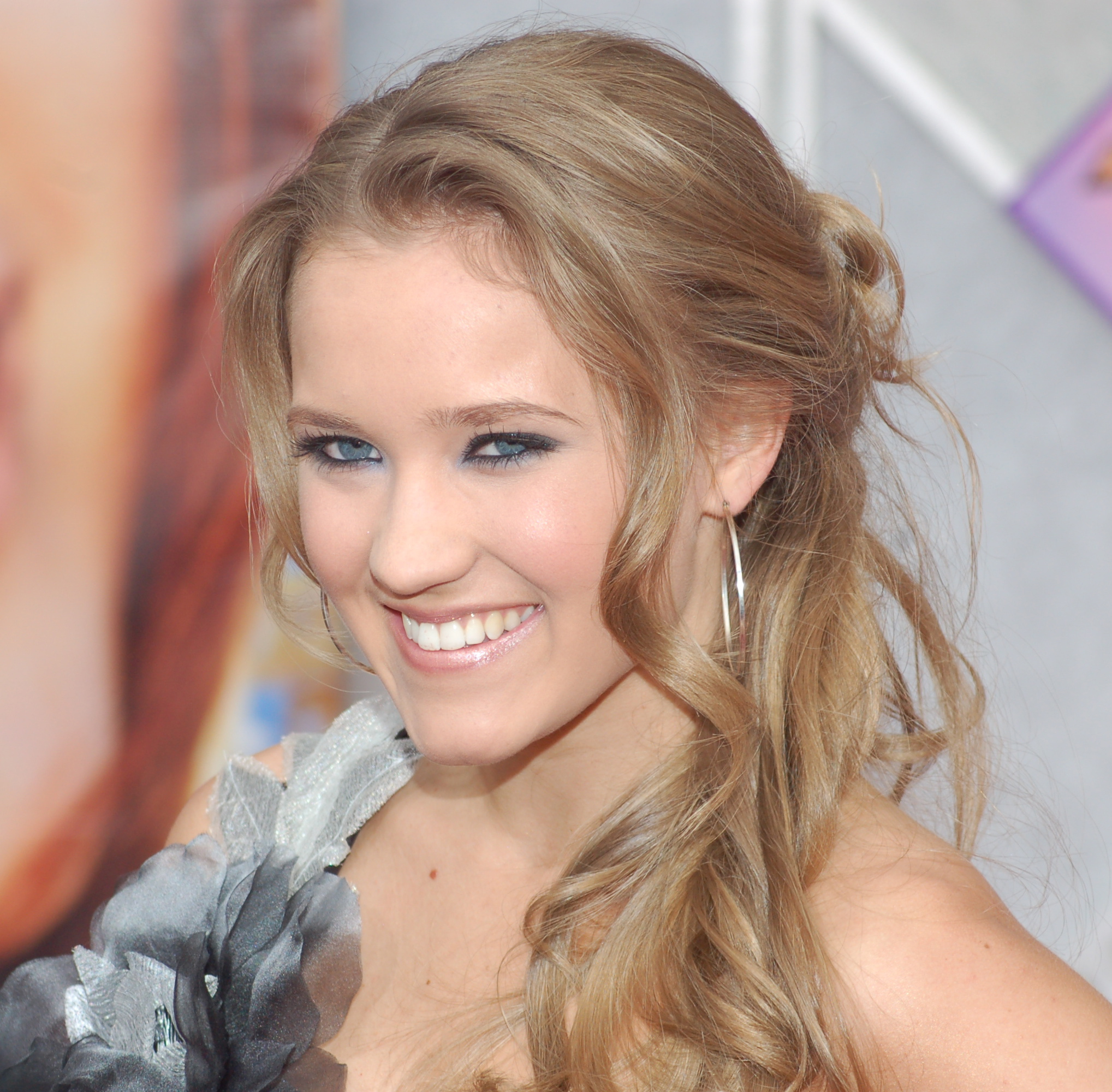
Emily Osment interprète Lilly Truscott.
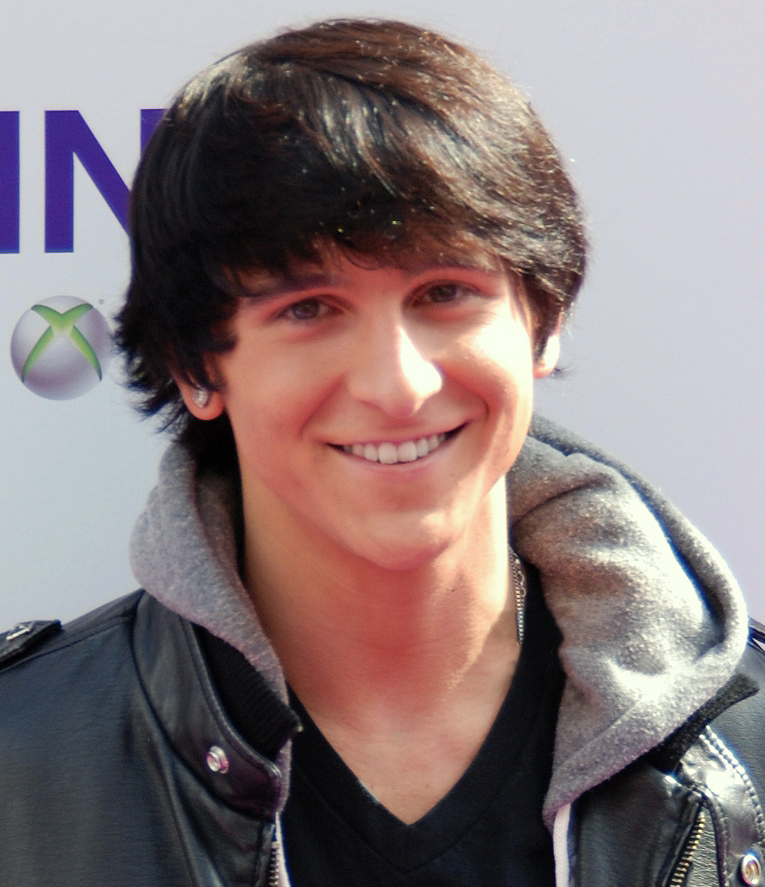
Mitchel Musso interprète Oliver Oken.
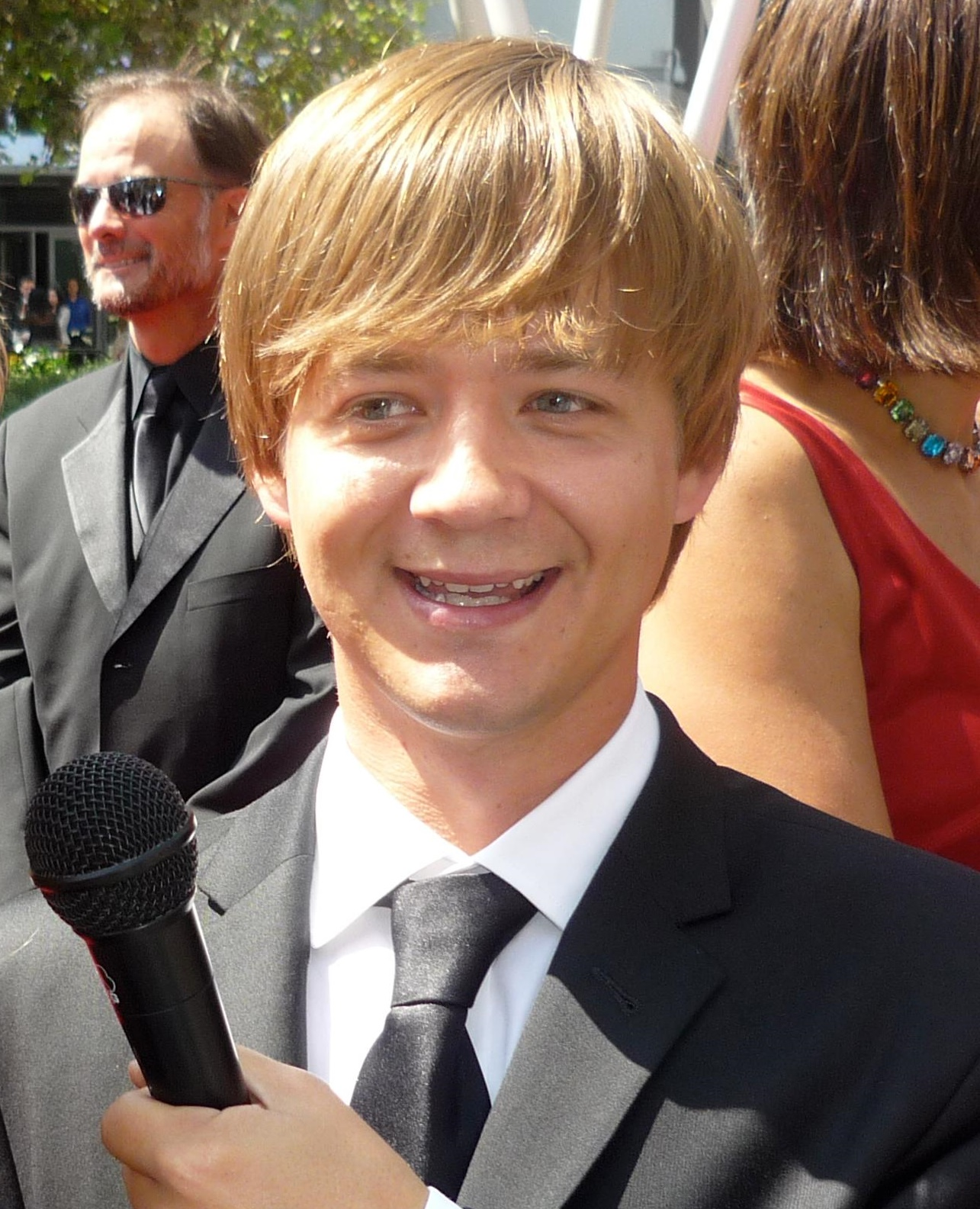
Jason Earles interprète Jackson Stewart.
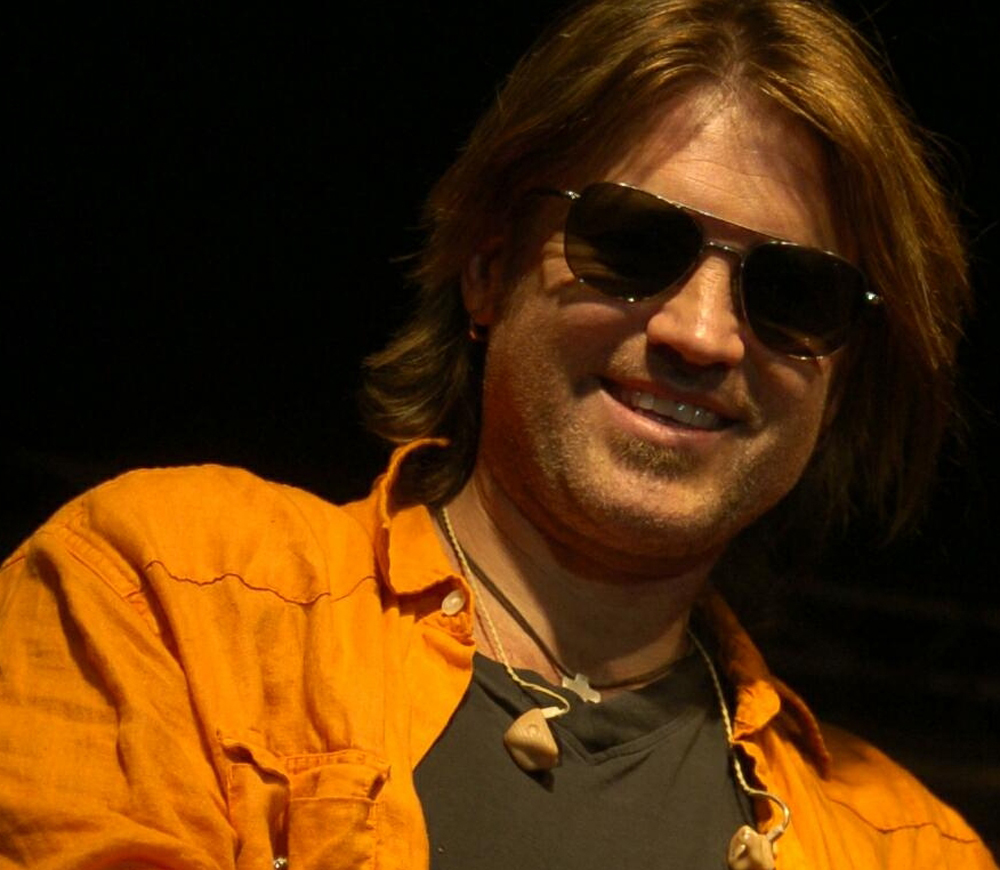
Billy Ray Cyrus interprète Robby Ray Stewart.
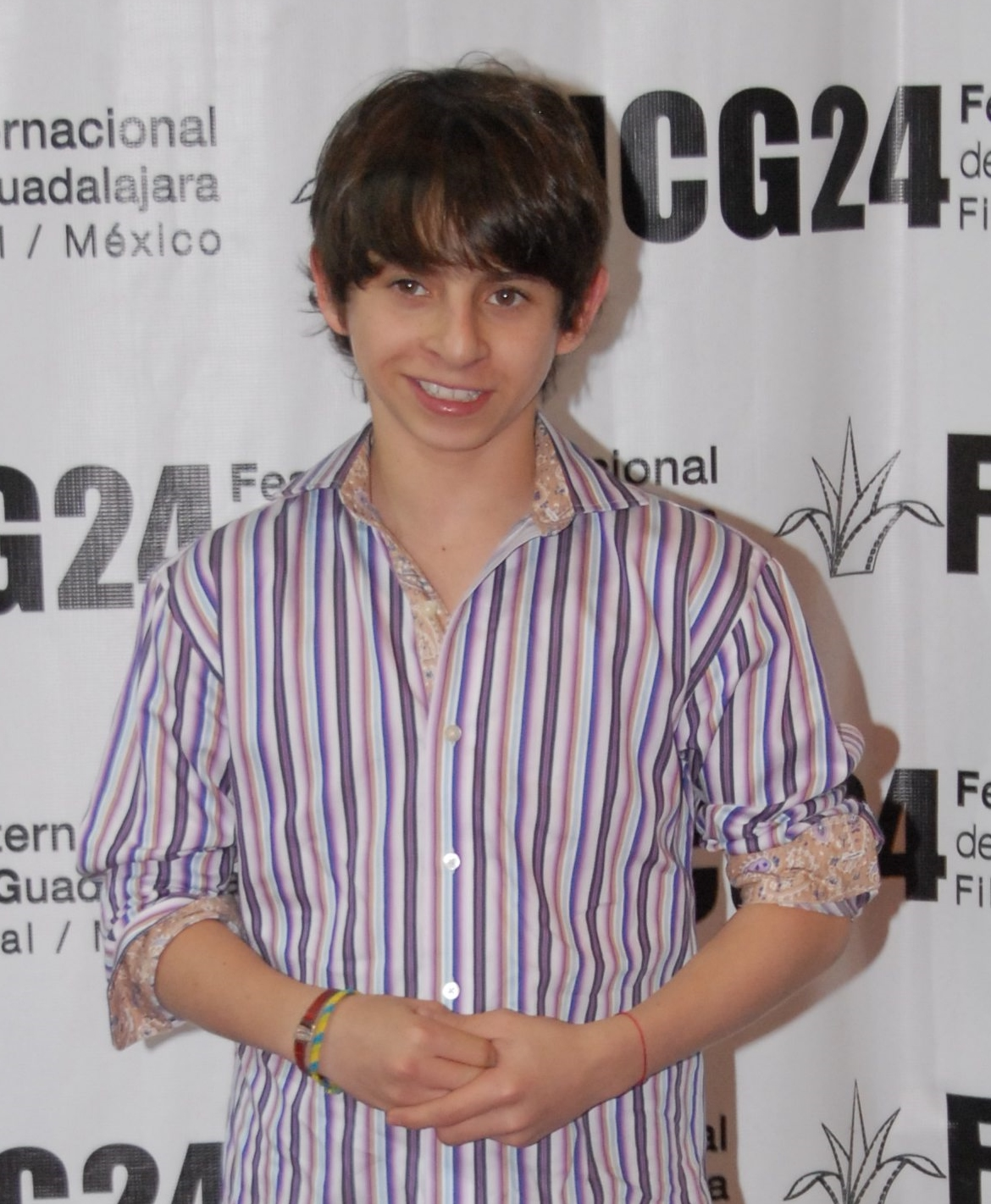
Moisés Arias interprète Rico.

### Personnages secondaires
- Shanica Knowles (VF : Caroline Lallau) : Amber Addison
- Anna Maria Perez de Tagle (VF : Jessica Barrier) : Ashley Dewitt
- Romi Dames (VF : Barbara Beretta) : Traci Van Horn (saisons 1, 2 et 3)
- Hayley Chase : Joannie Palumbo
- Dolly Parton (VF : Michèle Bardollet) : elle-même, Tante d'Hannah Montana/Miley Stewart
- Frances Callier (VF : Françoise Dasque) : Roxy
- Cody Linley (VF : Yoann Sover) : Jake Ryan
- Morgan York (VF : Charlyne Pestel) : Sarah
- Brooke Shields (VF : Rafaèle Moutier) : Susan Stewart
- Vicki Lawrence (VF :  Perrette Pradier) : Ruthie Ray Stewart alias "Mamoune", grand mère paternelle d'Hannah Montana/Miley Stewart
- Noah Cyrus : Petite fille (figurante)
- Ryan Newman : Miley Stewart jeune
- Erin Matthews (VF : Brigitte Virtudes) : Karen Kunkle
- Paul Vogt (VF : Jean-Claude Donda) : Albert Dontzig
- Lisa Arch : Liposuccion Liza
- Andre Kinney (VF : Paolo Domingo) : Cooper
- Teo Olivares (VF : Alexandre Nguyen) : Max
- Andrew Caldwell (VF : Christophe Lemoine) : Thor
- Michael Kagan (VF : Michel Bedetti) : Colin Lasitter
- Greg Baker (VF : Michel Elias) : M. Corelli
- David Koechner (VF : Pascal Casanova) : l'oncle Earl
- Tammin Sursok (VF : Adeline Chetail) : Sienna

### Invités
- Drew Roy : Jesse
- Sara Erikson : Candace Montana
- Heather Locklear : Heather Truscott
- Corbin Bleu (VF : Jim Redler) : Johnny Collins
- Kyle Kaplan : Chad
- Gina DeVivo : Heather
- Destiny Edmond : Kim
- Summer Bishil : Rachel
- Jack Taylor : Danny
- Ed Begley Jr. : Woody
- Patrick Ryan Anderson : Todd
- Chris Zylka : Gabe Lammati
- Josie Lopez : Holly Shannon
- Nicole Anderson : Marissa Hughes
- Michael Steger : Guillermo Montoya
- Joey Fatone (VF : Patrick Borg) : Joey Vitolo
- Edie McClurg : Cindy Merriweather
- Rachel York : Isis
- Mark Hapka (VF : Donald Reignoux) : Austin Rain
- Larry David : lui-même
- Cazzie David : elle-même
- Romy David : elle-même
- Jesse McCartney : lui-même
- Jonas Brothers : Joe Jonas, Kevin Jonas et Nick Jonas (VF : Alexandre Nguyen) dans leurs propres rôles
- The Rock (VF : David Krüger) : lui-même (S2E17)
- Donny Osmond (VF : Jérôme Berthoud) : lui-même
- Ray Romano (VF : Olivier Destrez) : lui-même
- Rob Reiner : lui-même
- Nancy O'Dell : elle-même
- David Archuleta : lui-même
- Jon Cryer (VF : Lionel Tua) : le père de Lily
- Kunal Sharma : Evan
- Ashley Tisdale (VF : Céline Ronté) : Maddie Fitzpatrick
- John D'Aquino (VF : Bernard Alane) : Richard Martinez
- Madison Pettis (VF : Jessica Monceau) : Sophie Martinez
- Laird Macintosh : l'agent Kaplan
- Cole Sprouse (VF : Gwenaël Sommier) : Cody Martin
- Dylan Sprouse (VF : Gwenaël Sommier) : Zack Martin
- Brenda Song (VF : Nathalie Bienaimé) : London Tipton
- Debby Ryan (VF : Manon Azem) : Bailey Pickett
- Phill Lewis (VF : Laurent Morteau) : Mario Moseby
- Helen Duffy (VF : Claire Guyot) : Élisabeth II
- Lyndall Grant (VF : Daniel Beretta) : Arnold Schwarzenegger
- Tiffany Thornton : Becky
- Sterling Knight : Lucas
- Katerina Graham : Allison
- Carrie Underwood : elle-même
- John Cena (VF : Xavier Fagnon) : lui-même
- Usher : lui-même
- Sarah Hyland : la présentatrice télé
- Selena Gomez (VF : Karine Foviau) : Mikayla, Alex Russo
- David Henrie (VF : Donald Reignoux) : Justin Russo
- Jake T. Austin (VF : Alexandre Nguyen) : Max Russo
- Jennifer Stone (VF : Céline Ronté) : Harper Finkle
- Iyaz (VF : Jean-Michel Vaubien) : lui-même
- ? (VF : Roger Carel) : le dentiste
- Ray Liotta (VF : Bruno Choël) : le principal Luger

- Version française
  - Société de doublage : Dubbing Brothers[3],[4]
  - Direction artistique : Réjane Schauffelberger[3],[4]
  - Adaptation des dialogues : Annie Yonnet[3]

 Source et légende : version française (VF) sur RS Doublage et Doublage Séries Database

## Fiche technique
- Réalisateurs : David Kendall, Lee Shallat-Chemel (en) et Roger Christiansen
- Scénaristes : Michael Poryes, Steven Peterman, Gary Dontzig, Kim Friese et Douglas Lieblein
- Producteurs exécutif et associé : Michael Poryes et Brian Hall

## Épisodes
| Saison | Saison | Épisodes | États-Unis      | États-Unis      | France            | France          |
| Saison | Saison | Épisodes | Début           | Fin             | Début             | Fin             |
| ------ | ------ | -------- | --------------- | --------------- | ----------------- | --------------- |
|        | 1      | 26       | 24 mars 2006    | 30 mars 2007    | 3 octobre 2006    | 28 août 2007    |
|        | 2      | 29       | 23 avril 2007   | 12 octobre 2008 | 25 septembre 2007 | 9 décembre 2008 |
|        | 3      | 31       | 2 novembre 2008 | 14 mars 2010    | 18 février 2009   | 14 avril 2010   |
|        | 4      | 15       | 11 juillet 2010 | 16 janvier 2011 | 6 octobre 2010    | 23 mars 2011    |

### Saison 1 (2006-2007)
| №  | #  | Titre français            | Titre original                                          | Diffusions française | Diffusions originale | Code prod. |
| -- | -- | ------------------------- | ------------------------------------------------------- | -------------------- | -------------------- | ---------- |
| 1  | 1  | Le Secret de Miley        | Lilly, Do You Want to Know a Secret?                    | 3 octobre 2006       | 24 mars 2006         | 101        |
| 2  | 2  | Fou d'Hannah Montana      | Miley Get Your Gum                                      | 10 octobre 2006      | 31 mars 2006         | 103        |
| 3  | 3  | Chassé-croisé             | She's a Supersneak                                      | 17 octobre 2006      | 7 avril 2006         | 105        |
| 4  | 4  | À moitié amoureux         | I Can't Make You Love Hannah if You Don't               | 24 octobre 2006      | 14 avril 2006        | 108        |
| 5  | 5  | Une amie encombrante      | It's My Party, and I'll Lie if I Want To                | 31 octobre 2006      | 21 avril 2006        | 102        |
| 6  | 6  | Une visite imprévue       | Grandma Don't Let Your Babies Grow Up to Play Favorites | 7 novembre 2006      | 28 avril 2006        | 109        |
| 7  | 7  | Joyeux anniversaire Miley | It's a Mannequin's World                                | 14 novembre 2006     | 12 mai 2006          | 110        |
| 8  | 8  | En piste Lilly            | Mascot Love                                             | 21 novembre 2006     | 26 mai 2006          | 111        |
| 9  | 9  | Camping en forêt          | Ooh, Ooh, Itchy Woman                                   | 28 novembre 2006     | 10 juin 2006         | 104        |
| 10 | 10 | Roméo et Juliette         | Oh Say Can You Remember the Words ?                     | 5 décembre 2006      | 30 juin 2006         | 113        |
| 11 | 11 | Miley s'en mêle           | Oops! I Meddled Again                                   | 12 décembre 2006     | 15 juillet 2006      | 107        |
| 12 | 12 | La Nourrice improvisée    | On the Road Again                                       | 19 décembre 2006     | 28 juillet 2006      | 112        |
| 13 | 13 | Le Bouton qui fâche       | You're So Vain You Probably Think This Zit is About You | 9 janvier 2007       | 12 août 2006         | 106        |
| 14 | 14 | L'Élève le plus méritant  | New Kid in School                                       | 16 janvier 2007      | 18 août 2006         | 114        |
| 15 | 15 | Un amour de zombie        | More Than a Zombie to Me                                | 23 janvier 2007      | 8 septembre 2006     | 116        |
| 16 | 16 | Videogaffe                | Good Golly, Miss Dolly                                  | 7 février 2007       | 29 septembre 2006    | 118        |
| 17 | 17 | L'Autre facette d'Hannah  | Torn Between Two Hannahs                                | 14 mars 2007         | 14 octobre 2006      | 126        |
| 18 | 18 | Histoire de jalousie      | People Who Use People                                   | 21 mars 2007         | 3 novembre 2006      | 119        |
| 19 | 19 | Monnaie gratuite          | Money for Nothing, Guilt for Free                       | 28 mars 2007         | 26 novembre 2006     | 115        |
| 20 | 20 | Le compte est bon         | Debt It Be                                              | 4 avril 2007         | 1er décembre 2006    | 120        |
| 21 | 21 | Couple de stars           | My Boyfriend's Jackson and There's Gonna Be Trouble     | 11 avril 2007        | 1er janvier 2007     | 124        |
| 22 | 22 | L'Assistant d'Hannah      | We Are Family : Now Give Me Some Water                  | 2 mai 2007           | 1er janvier 2007     | 122        |
| 23 | 23 | Les Grands Moyens         | Schooly Bully                                           | 13 juin 2007         | 19 janvier 2007      | 125        |
| 24 | 24 | Mon côté star             | The Idol Side of Me                                     | 15 août 2007         | 9 février 2007       | 117        |
| 25 | 25 | Hannah se met au parfum   | Smells Like Teen Sellout                                | 22 août 2007         | 2 mars 2007          | 123        |
| 26 | 26 | La Nièce infernale        | Bad Moose Rising                                        | 28 août 2007         | 30 mars 2007         | 121        |

### Saison 2 (2007-2008)
| №    | #   | Titre français                                                                        | Titre original                                    | Diffusions française | Diffusions originale | Code prod. |
| ---- | --- | ------------------------------------------------------------------------------------- | ------------------------------------------------- | -------------------- | -------------------- | ---------- |
| 27   | 1   | Qui craint le « grand » méchant Rico ?                                                | Me and Rico Down by the School Yard               | 25 septembre 2007    | 23 avril 2007        | 203        |
| 28   | 2   | Les Inséparables                                                                      | Cuffs Will Keep Us Together                       | 2 octobre 2007       | 24 avril 2007        | 201        |
| 29   | 3   | Ma Lilly, ma bataille                                                                 | You Are So Sue-able to Me                         | 9 octobre 2007       | 25 avril 2007        | 202        |
| 30   | 4   | Le Contrôle de biologie                                                               | Get Down, Study-udy-udy                           | 16 octobre 2007      | 26 avril 2007        | 204        |
| 31   | 5   | Le Cauchemar                                                                          | I Am Hannah, Hear Me Croak                        | 23 octobre 2007      | 27 avril 2007        | 206        |
| 32   | 6   | Qu'est-ce qu'on attend pour faire le mur ?                                            | You Gotta Not Fight for Your Right to Party       | 30 octobre 2007      | 4 mai 2007           | 207        |
| 33   | 7   | Lilly l'amoureuse                                                                     | My Best Friend's Boyfriend                        | 6 novembre 2007      | 18 mai 2007          | 209        |
| 34   | 8   | Le Chaperon envahissant                                                               | Take This Job and Love It!                        | 13 novembre 2007     | 16 juin 2007         | 210        |
| 3536 | 910 | Quand on a que l'amour de Jake : 1re partieQuand on a que l'amour de Jake : 2e partie | Achy Jakey Heart: Part IAchy Jakey Heart: Part II | 20 novembre 2007     | 24 juin 2007         | 211212     |
| 37   | 11  | Toute vérité est bonne à dire                                                         | Sleepwalk This Way                                | 27 novembre 2007     | 7 juillet 2007       | 213        |
| 38   | 12  | La Vie de star                                                                        | When You Wish You Were the Star                   | 4 décembre 2007      | 14 juillet 2007      | 205        |
| 39   | 13  | Voyage en douce                                                                       | I Want You to Want Me... to Go to Florida         | 11 décembre 2007     | 21 juillet 2007      | 208        |
| 40   | 14  | Oliver et Lilly, les meilleurs ennemis                                                | Everybody Was Best Friend Fighting                | 18 décembre 2007     | 29 juillet 2007      | 215        |
| 41   | 15  | S'il suffisait de chanter                                                             | Song Sung Bad                                     | 8 janvier 2008       | 4 août 2007          | 214        |
| 42   | 16  | Les frères que je n'ai pas choisis                                                    | Me and Mr. Jonas and Mr. Jonas and Mr. Jonas      | 15 janvier 2008      | 17 août 2007         | 217        |
| 43   | 17  | Le gigaphone pleure                                                                   | Don't Stop Til You Get the Phone                  | 22 janvier 2008      | 21 septembre 2007    | 222        |
| 44   | 18  | Le Cinéma de Miley                                                                    | That's What Friends Are For?                      | 2 avril 2008         | 19 octobre 2007      | 224        |
| 45   | 19  | Un diner qui tourne au vinaigre                                                       | Lilly's Mom Has Got It Goin' On                   | 9 avril 2008         | 10 novembre 2007     | 216        |
| 46   | 20  | Je t'en voudrai toute ma vie                                                          | I Will Always Loathe You                          | 16 avril 2008        | 11 décembre 2007     | 218        |
| 47   | 21  | Adieu ma petite balle chérie                                                          | Bye Bye Ball                                      | 19 juin 2008         | 13 janvier 2008      | 220        |
| 48   | 22  | Je ne suis pas un héros                                                               | (We're So Sorry) Uncle Earl                       | 21 août 2008         | 21 mars 2008         | 226        |
| 49   | 23  | Voyage, voyage dans le temps                                                          | The Way We Almost Weren't                         | 28 août 2008         | 4 mai 2008           | 219        |
| 50   | 24  | On n'a pas tous les jours 40 ans                                                      | You Didn't Say It Was Your Birthday               | 9 septembre 2008     | 6 juin 2008          | 225        |
| 51   | 25  | La Rockeuse de diamants                                                               | Hannah in the Streets with Diamonds               | 4 novembre 2008      | 20 juillet 2008      | 228        |
| 52   | 26  | Quand la musique est bonne                                                            | Yet Another Side of Me                            | 11 novembre 2008     | 3 août 2008          | 229        |
| 53   | 27  | Tout, tout pour mon chéri                                                             | The Test of My Love                               | 25 novembre 2008     | 31 août 2008         | 221        |
| 54   | 28  | Tu seras sa meilleure amie                                                            | Joannie B. Goode                                  | 2 décembre 2008      | 14 septembre 2008    | 227        |
| 55   | 29  | Le Diner                                                                              | We're All on This Date Together                   | 9 décembre 2008      | 12 octobre 2008      | 230        |

### Saison 3 (2008-2010)
| №    | #    | Titre français                                                                    | Titre original                                            | Diffusion française | Diffusion originale     | Code prod. |
| ---- | ---- | --------------------------------------------------------------------------------- | --------------------------------------------------------- | ------------------- | ----------------------- | ---------- |
| 56   | 1    | Le Permis de conduire                                                             | Ready, Set, Don't Drive                                   | 18 février 2009     | 2 novembre 2008         | 302        |
| 57   | 2    | L'Homme de mes rêves                                                              | "He Ain't a Hottie, He's My Brother"                      | 25 février 2009     | 9 novembre 2008         | 301        |
| 58   | 3    | Le Blues du dentiste                                                              | Don't Go Breaking My Tooth                                | 4 mars 2009         | 16 novembre 2008        | 303        |
| 59   | 4    | Argent de poche                                                                   | You Never Give Me My Money                                | 11 mars 2009        | 23 novembre 2008        | 305        |
| 60   | 5    | La Lettre                                                                         | Killing Me Softly with His Height                         | 18 mars 2009        | 14 décembre 2008        | 306        |
| 61   | 6    | Marre de cette Hannah là                                                          | Would I Lie to You, Lilly?                                | 25 mars 2009        | 11 janvier 2009         | 308        |
| 62   | 7    | Je me voyais déjà en haut de l'affiche                                            | You Gotta Lose That Job                                   | 1er avril 2009      | 16 février 2009         | 307        |
| 63   | 8    | Pour que tu mentes encore                                                         | Welcome to the Bungle                                     | 8 avril 2009        | 1er mars 2009           | 309        |
| 64   | 9    | Mes copains d'abord                                                               | Papa's Got a Brand New Friend                             | 6 mai 2009          | 8 mars 2009             | 310        |
| 65   | 10   | Tu triches ou tu triches pas                                                      | Cheat It                                                  | 20 mai 2009         | 15 mars 2009            | 311        |
| 66   | 11   | J'ai la tête qui flanche                                                          | Knock Knock Knockin' on Jackson's Head                    | 3 juin 2009         | 22 mars 2009            | 312        |
| 67   | 12   | Notre mauvaise réputation                                                         | You Give Lunch a Bad                                      | 3 juin 2009         | 29 mars 2009            | 314        |
| 68   | 13   | Toi + moi + Hannah                                                                | What I Don't Like About You                               | 3 juin 2009         | 19 avril 2009           | 315        |
| 69   | 14   | Ça va pas être possible...                                                        | Promma Mia                                                | 26 août 2009        | 3 mai 2009              | 320        |
| 70   | 15   | Relou y es-tu ?                                                                   | Once, Twice, Three Times Afraidy                          | 2 septembre 2009    | 17 mai 2009             | 317        |
| 71   | 16   | Y'a du mariage dans l'air                                                         | Jake... Another Little Piece of My Heart                  | 9 septembre 2009    | 7 juin 2009             | 304        |
| 72   | 17   | Radio gogo                                                                        | Miley Hurt the Feelings of the Radio Star                 | 16 septembre 2009   | 14 juin 2009            | 313        |
| 7374 | 1819 | Ça pourrait bien être le bon : 1re partieÇa pourrait bien être le bon : 2e partie | He Could Be The One: Part IHe Could Be The One: Part II   | 23 septembre 2009   | 5 juillet 2009          | 326327     |
| 75   | 20   | Hisse et Ho                                                                       | Super(stitious) Girl                                      | 21 octobre 2009     | 17 juillet 2009         | 316        |
| 76   | 21   | Je t'aime, toi non plus                                                           | I Honestly Love You (No, Not You)                         | 28 octobre 2009     | 26 juillet 2009         | 318        |
| 77   | 22   | Mon frère                                                                         | For (Give) a Little Bit                                   | 5 novembre 2009     | 9 août 2009             | 319        |
| 78   | 23   | Perdue sans toi                                                                   | B-B-B-Bad To The Chrome                                   | 12 novembre 2009    | 6 août 2009             | 322        |
| 79   | 24   | Je ne vous apporterai pas de bonbon                                               | Uptight (Oliver's Alright                                 | 19 novembre 2009    | 20 septembre 2009       | 223        |
| 80   | 25   | Ne me quitte pas Oliver                                                           | Judge Me Tender                                           | 26 novembre 2009    | 18 octobre 2009         | 323        |
| 81   | 26   | Parole, parole                                                                    | Can't Get Home to You Girl                                | 3 décembre 2009     | 8 novembre 2009         | 324        |
| 82   | 27   | La Doubleuse de diamant                                                           | Come Fail Away                                            | 10 décembre 2009    | 6 décembre 2009         | 325        |
| 83   | 28   | Lilly dépasse les limites                                                         | Got to Get Her Out of My House                            | 10 décembre 2009    | 10 janvier 2010         | 321        |
| 84   | 29   | Viens chez moi j'habite chez Hannah Montana                                       | The Wheel Near My Bed (Keeps On Turnin')                  | 31 mars 2010        | 21 février 2010         | 328        |
| 8586 | 3031 | Ce n'est qu'un au revoir ? - 1re partieCe n'est qu'un au revoir ? - 2e partie     | Miley Says Goodbye? - Part IMiley Says Goodbye? - Part II | 14 avril 2010       | 7 mars 201014 mars 2010 | 329330     |

### Saison 4 (2010-2011)
| №      | #    | Titre français                                                      | Titre original                                                    | Diffusions française | Diffusions originale | Code prod. |
| ------ | ---- | ------------------------------------------------------------------- | ----------------------------------------------------------------- | -------------------- | -------------------- | ---------- |
| 87     | 1    | Bienvenue chez moi                                                  | Sweet Home Hannah Montana                                         | 6 octobre 2010       | 11 juillet 2010      | 402        |
| 88     | 2    | C'est l'effet Montana                                               | Hannah Montana to the Principal's Office                          | 13 octobre 2010      | 11 juillet 2010      | 401        |
| 89     | 3    | Je ne veux pas que tu restes seul                                   | California Screamin                                               | 20 octobre 2010      | 25 juillet 2010      | 403        |
| 90     | 4    | Le Grand Secret                                                     | De-Do-Do-Do, Da-Don't-Don't, Don't, Tell My Secret                | 27 octobre 2010      | 1er août 2010        | 404        |
| 91     | 5    | Va voir ailleurs                                                    | It's the End of the Jake as We Know It                            | 3 novembre 2010      | 8 août 2010          | 405        |
| 92     | 6    | Loin du corps mais près du cœur                                     | Been Here All Along                                               | 10 novembre 2010     | 22 août 2010         | 407        |
| 93     | 7    | L'Amour n'est qu'une chanson douce                                  | Love That Let's Go                                                | 17 novembre 2010     | 12 septembre 2010    | 406        |
| 94     | 8    | La Chanson qui fera un grand succès                                 | Hannah's Gonna Get This                                           | 24 novembre 2010     | 3 octobre 2010       | 408        |
| 9596   | 910  | Ma révélation : 1re partieMa révélation : 2e partie                 | I'll Always Remember You: Part II'll Always Remember You: Part II | 7 novembre 2010      | 7 novembre 2010      | 409410     |
| 97     | 11   | Popcollection                                                       | Can You See the Real Me?                                          | 2 février 2011       | 5 décembre 2010      | 411        |
| 98     | 12   | Allô tata bobo                                                      | Kiss It All Goodbye                                               | 5 janvier 2011       | 19 décembre 2010     | 412        |
| 99     | 13   | Si, mamoune, si                                                     | I Am Mamaw, Hear Me Roar                                          | 16 février 2011      | 9 janvier 2011       | 413        |
| 100101 | 1415 | Mon film, ma bataille : 1re partieMon film, ma bataille : 2e partie | Wherever I go: Part IWherever I go: Part II                       | 23 mars 2011         | 16 janvier 2011      | 414415     |

## Films

### Hannah Montana & Miley Cyrus: Le Film concert événement
Hannah Montana et Miley Cyrus : Le Film concert événement est un film de concert de Walt Disney Pictures sorti en Disney Digital 3-D. Une « version limitée » est d'abord destinée à être projetée pendant une semaine, du 1er au 7 février 2008 aux États-Unis et au Canada - avec une sortie plus tardive dans d'autres pays -, mais l'exploitation du film a ensuite été prolongée aussi longtemps que les cinémas le souhaitaient. Disney a annoncé que le concert avait été filmé dans plusieurs villes pour une sortie commerciale en salles aux États-Unis en février.
Le week-end d'ouverture, du 1er au 3 février 2008, le film a généré un résultat d'exploitation brut de 29 millions de dollars. Il s'est placé en tête d'affiche sur ce week-end. Programmé dans seulement 638 salles, il a établi un record de plus de 42 000 dollars par salle. Il a également établi un record en ayant récolté le plus de recettes pour un film 3-D en un seul week-end.

### Hannah Montana, le film
Hannah Montana, le film est l'adaptation du film musical de la sitcom américaine Hannah Montana. Le tournage a commencé en avril 2008, la majeure partie s'est déroulée à Columbia dans le Tennessee, et à Los Angeles en Californie,, et il a été achevé en juillet 2008. Le film est sorti le 10 avril 2009 aux États-Unis et au Canada.
Dans ce film, Robby Ray Stewart oblige sa fille à retourner dans le Tennessee quelques semaines car sa carrière internationale prend trop de place dans sa vie. En effet, elle gache complètement l'anniversaire de sa meilleure amie, Lilly, n'arrive pas à l'heure pour le départ de Jackson à l'université et n'a pas le temps d'aller voir sa grand-mère. Là-bas, elle retrouve son ami d'enfance, Travis Brody, qui devient par la suite son petit-ami. Hannah organise même un concert pour récolter des fonds afin de sauver sa petite ville des attaques des industriels. Mais, sur scène, elle ne peut plus mentir à son public et révèle son secret aux habitants. Soutenue par tout le monde, elle chante The Climb, pour émouvoir le public qui lui promet de rester muet à propos du secret.

## Musique
| Bandes originales - Hannah Montana (2006) - Hannah Montana 2: Meet Miley Cyrus (2007) - Hannah Montana, le film (2009) - Hannah Montana 3 (2009) - Hannah Montana Forever (2010) | Autres albums - Hannah Montana 2: Non-Stop Dance Party (2008) - Hannah Montana and Miley Cyrus: Best of Both Worlds Concert (2008) - Hits Remixed (2008) - Best of Hannah Montana (2011) |

### Générique
Le générique d'Hannah Montana est la chanson The Best of Both Worlds écrite par Matthew Gerrard et Robbie Nevil, produite par Gerrard et interprétée par Miley Cyrus (en tant qu'Hannah Montana). Les paroles de la chanson décrivent le thème de la série.
Just Like You et The Other Side of Me étaient d'abord envisagées pour le générique avant que Best of Both Worlds ne soit choisie.
Pour la saison 3, une nouvelle version de la chanson a été enregistrée. Le générique montre Miley et Hannah Montana, avec sa nouvelle perruque et son nouveau style, dans un décor qui ressemble à Times Square.
Le générique d’Hannah Montana Forever est identique à celui de la saison 3 avec la même chanson mais le logo d’Hannah Montana Forever remplace celui d’Hannah Montana et les séquences montrées sont des extraits d’Hannah Montana Forever (vision des épisodes pendant une émission TV après la révélation du secret de Miley Stewart). La partie avec Miley et Hannah a été retournée. Mitchel Musso, qui n'est plus un personnage principal, n'apparait pas dans le générique d’Hannah Montana Forever.

## Produits dérivés
Les produits dérivés de la série sont assez nombreux, ne se limitant pas aux seules bandes originales. Il existe notamment des clés USB, des poupées et leurs accessoires, serviettes, vêtements, télévisions, mp3, affiches, magazines, bricolages, couvertures, sacs à main et sacs à dos, (édités par Mattel), des romans, des jeux vidéo, etc.
Le 30 janvier 2008, Walmart signe un contrat avec Disney Consumer Products pour vendre des produits Hannah Montana.
En France, les romans sont édités en poche par Pocket Jeunesse et distribués par Lisez-Jeunesse.
Une distribution Linux avec le thème de Hannah Montana, appelée Hannah Montana Linux, est sortie le 30 juin 2009. Cette distribution est basée sur Kubuntu, est inclus un écran de démarrage, différentes icônes et fonds d'écrans à thème Hannah Montana, et utilise beaucoup la couleur violette. Elle aurait été créée pour intéresser les jeunes utilisateurs à Linux. C'est également une source de même dans la communauté des utilisateurs de Linux.

## Distinctions

### Récompenses
- Teen Choice Award 2007 : meilleure comédie
- Teen Choice Award 2008 : meilleure comédie
- Teen Choice Award 2007 : meilleure comédienne dans une comédie pour Miley Cyrus
- Teen Choice Award 2008 : meilleure comédienne dans une comédie pour Miley Cyrus
- Golden Icon Award 2006 - 2007 : meilleure nouvelle comédie
- Kids' Choice Awards 2007 : meilleure actrice de série TV pour Miley Cyrus
- BAFTA Children's Awards 2008 : Bafta Kids Vote (seule récompense désignée exclusivement par le public britannique)
- Teen Choice Award 2009 : meilleur père de famille dans une série comique pour Billy Ray Cyrus

### Nominations
- Emmy Award 2007 : meilleur programme pour enfants
- Emmy Award 2008 : meilleur programme pour enfants
- Young Artist Award 2008 : Meilleure performance pour un groupe de jeunes de série TV pour Miley Cyrus, Emily Osment, Mitchel Musso, Moisés Arias et Cody Linley.
- Young Artist Award 2008 : meilleure performance pour une actrice invité ayant au moins 10 ans pour Ryan Newman.
- Young Artist Award 2008 : meilleur travail dans une série pour Emily Osment.
- Young Artist Award 2008 : meilleure comédienne dans une série comique pour Miley Cyrus.
- Kids' Choice Awards 2011 : meilleure actrice dans une série comique pour Miley Cyrus

## Commentaires

Logo dHannah Montana Forever

- Cette série est cocréée par Michael Poryes, qui a également cocréé Phénomène Raven, une autre série Disney.
- La première diffusion de la série aux États-Unis a réuni 5,4 millions de téléspectateurs, une réponse « au-delà de nos espérances les plus folles », d'après le président de Disney Channel Entertainment.
- La série est filmée à Malibu, en Californie.
- Le père (Billy Ray Cyrus) de Miley est dans la réalité son vrai père. Il est lui aussi musicien.
- La saison 4 est la dernière saison de Hannah Montana. Celle-ci a commencé à être tournée le 18 janvier 2010 et la diffusion de ces épisodes aux États-Unis a commencé le 11 juillet 2010 sur Disney Channel. Les noms anglais et français de tous les épisodes de cette ultime saison ont été révélés à l'avance car la chaîne voulait faire connaître la trame de cette saison mais aucune information supplémentaire ne sera communiquée jusqu'au commencement de la diffusion des épisodes.
- La dernière saison est intitulée Hannah Montana Forever (Hannah Montana pour toujours). La saison 4 est diffusée en France depuis le 6 octobre (avec une avant-première le 30 septembre après Camp Rock 2) et au Québec depuis le 18 octobre 2010.
- L'acteur Jason Earles avait presque 30 ans lors des premiers épisodes.

### Plainte contre la série
Le 23 août 2007, le scénariste Buddy Sheffield porte plainte contre Walt Disney Company pour plagiat. Selon lui, la série est inspirée d'un projet intitulé Rock and Roland qu'il aurait proposé en 2001 à Disney Channel, mais que la chaîne n'aurait pas retenu. Il devait raconter la vie d'une jeune étudiante menant une double vie de rock star.

## International
Hannah Montana est diffusé dans le monde sur les chaînes suivantes :
| Pays | Chaîne(s)                                                | Première diffusion                                |
| --- | -------------------------------------------------------- | ------------------------------------------------- |
| Amérique latine - Mexique - Pérou - Colombie - République dominicaine - Chili                                            | Disney Channel                                           | 11 novembre 2006                                  |
| Asie - Japon - Corée du Sud - Brunei - Malaisie - Indonésie - Philippines - Singapour - Thaïlande - Viêt Nam - Hong Kong | Disney Channel                                           | 23 septembre 2006                                 |
| Australasie - Australie - Nouvelle-Zélande                                                                               | Disney Channel                                           | 2006                                              |
| Francophone - France - Belgique - Luxembourg - Suisse - Madagascar                                                       | Disney Channel France 2 NRJ 12 Club RTL                  | 3 octobre 2006 1er septembre 2007 15 février 2010 |
| Maghreb et Moyen-Orient - Algérie - Arabie saoudite - Égypte - Émirats arabes unis - Jordanie - Liban                    | Disney Channel, MBC 4                                    | 24 mars 2006                                      |
| Scandinavie - Danemark - Norvège - Suède - Finlande                                                                      | Disney Channel                                           | 29 septembre 2006                                 |
| Allemagne | Disney Channel                                           | 23 septembre 2006                                 |
| Australie | Channel Seven                                            | 7 avril 2007                                      |
| Brésil | Disney Channel                                           | 26 novembre 2006                                  |
| Canada | Family Channel VRAK.TV                                   | 4 août 2006 18 juin 2007                          |
| Danemark | DR1                                                      |                                                   |
| Inde | Disney Channel                                           | 23 septembre 2006                                 |
| Italie | Disney Channel                                           | 21 septembre 2006                                 |
| Taïwan | Disney Channel                                           | 4 novembre 2006                                   |
| Irlande | Disney Channel                                           | 6 mai 2006                                        |
| Royaume-Uni | Disney Channel                                           | 6 mai 2006                                        |
| Espagne | Disney Channel                                           |                                                   |
| Roumanie | TVR1, Jetix, Disney Channel                              |                                                   |
| Portugal | Disney Channel                                           | 2006                                              |
| Pologne | Disney Channel                                           | 2 décembre 2006                                   |
| Russie | Disney Channel                                           | 1er septembre 2008                                |
| Maroc | 2M                                                       | janvier 2008                                      |
| Maurice | MBC 1                                                    | décembre 2008                                     |
| Sénégal | Disney Channel France (Canal+), Disney Channel UK (DSTV) |                                                   |
| République du Congo | Disney Channel France (Canal+)                           |                                                   |